# Rząsiny

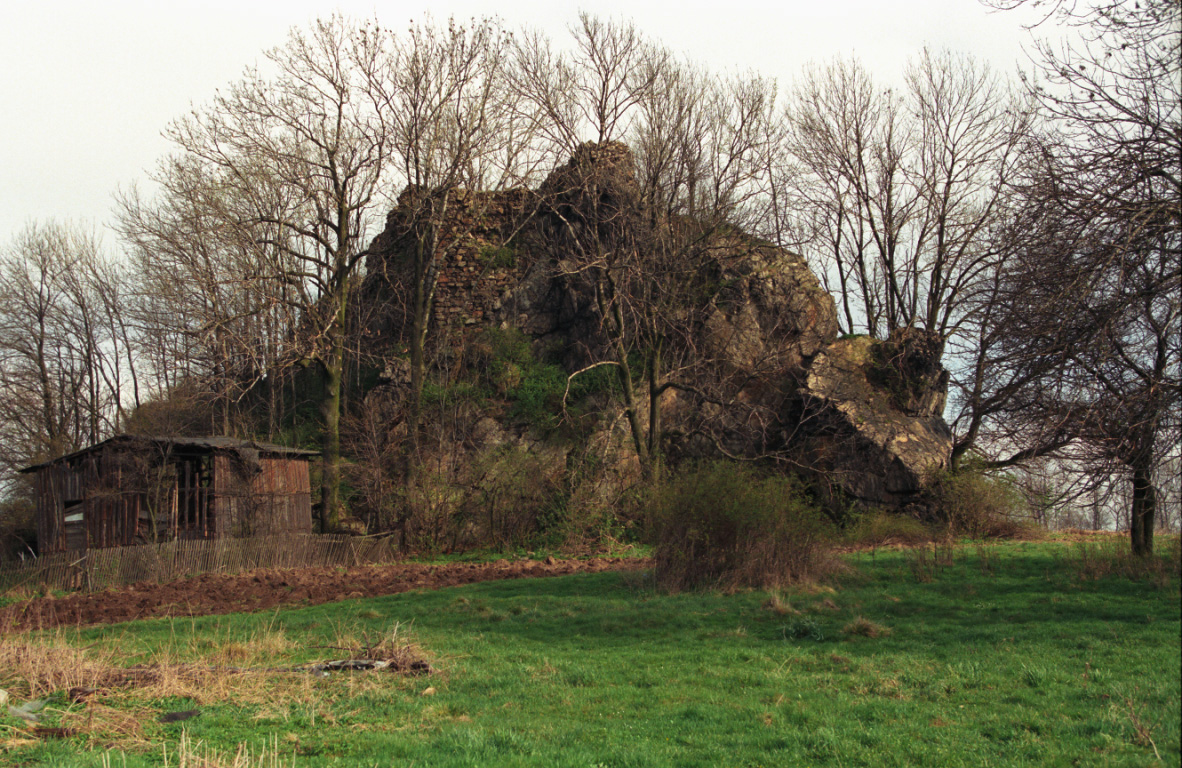
Burgruine Talkenstein

Rząsiny [ʒɔ̃ˈɕinɨ] (deutsch Welkersdorf) ist ein Ort in der Stadt- und Landgemeinde Gryfów Śląski im Powiat Lwówecki der Woiwodschaft Niederschlesien in Polen. Der Ort liegt rund 30 Kilometer südöstlich von Görlitz und elf Kilometer südwestlich der Kreisstadt Lwówek Śląski (Löwenberg).

## Geschichte
Die erste Ortsbezeichnung lautete „Wolfkersdorf“, das für das Jahr 1305 urkundlich belegt ist. Es gehörte zum Herzogtum Schweidnitz-Jauer, das nach dem Tod des Herzogs Bolko II. von Schweidnitz erbrechtlich an die Krone Böhmen fiel. Die nordöstlich von Welkersdorf liegende Burg Talkenstein wurde erstmals 1367 erwähnt. Damals erwarben Reintsch und Nickel von Talkenberg Grundbesitz in Welkersdorf. Um 1430 war die Burg ein Raubritternest. Deshalb ließ der böhmische Gegenkönig Matthias Corvinus 1479 die Burg erobern und abbrechen und überließ Welkersdorf und die Burg Talkenstein der Stadt Löwenberg. Elf Jahre später gab der böhmische König Wladislaus II. beides dem Christoph von Talkenberg, Herr auf Děvín bei Gabel in Böhmen, zurück. Er veranlasste den Bau des Schlosses Welkersdorf. Um 1600 war die Herrschaft Welkersdorf im Besitz des Adelsgeschlechts Hochberg.
Nach dem Ersten Schlesischen Krieg 1742 fiel Welkersdorf mit dem größten Teil Schlesiens an Preußen. 1816 wurde es dem Landkreis Löwenberg eingegliedert, mit dem es bis 1945 verbunden blieb. Nach 1815 gehörte die Herrschaft Welkersdorf zeitweise dem russischen General Hans Karl von Diebitsch-Sabalkanski. 1874 wurde der Amtsbezirk Welkersdorf gebildet, zu dem die Landgemeinden Friedrichshöh, Klein Neundorf und Welkersdorf sowie die Gutsbezirke Klein Neundorf, Welkersdorf gehörten.
Als Folge des Zweiten Weltkriegs fiel Welkersdorf 1945 mit dem größten Teil Schlesiens an Polen. Es wurde zunächst in Wilcza Góra und 1947 in Rząsiny umbenannt. Die deutsche Bevölkerung wurde, soweit sie nicht schon vorher geflohen war, vertrieben. Die neu angesiedelten Bewohner kamen teilweise aus Ostpolen, das an die Sowjetunion gefallen war. 1945–1954 bildete Rząsiny eine Landgemeinde. 1975–1998 gehörte es zur Woiwodschaft Jelenia Góra.
Die Grundschule von Rząsiny trägt seit 2005 den Namen des sorbischen katholischen Priesters und Märtyrers Alois Andritzki. Zur feierlichen Namensgebung fand ein Treffen der Einwohner mit ehemaligen Welkersdorfern an der Burgruine Talkenstein sowie ein gemeinsamer deutsch-polnischer Gottesdienst im Ort statt.

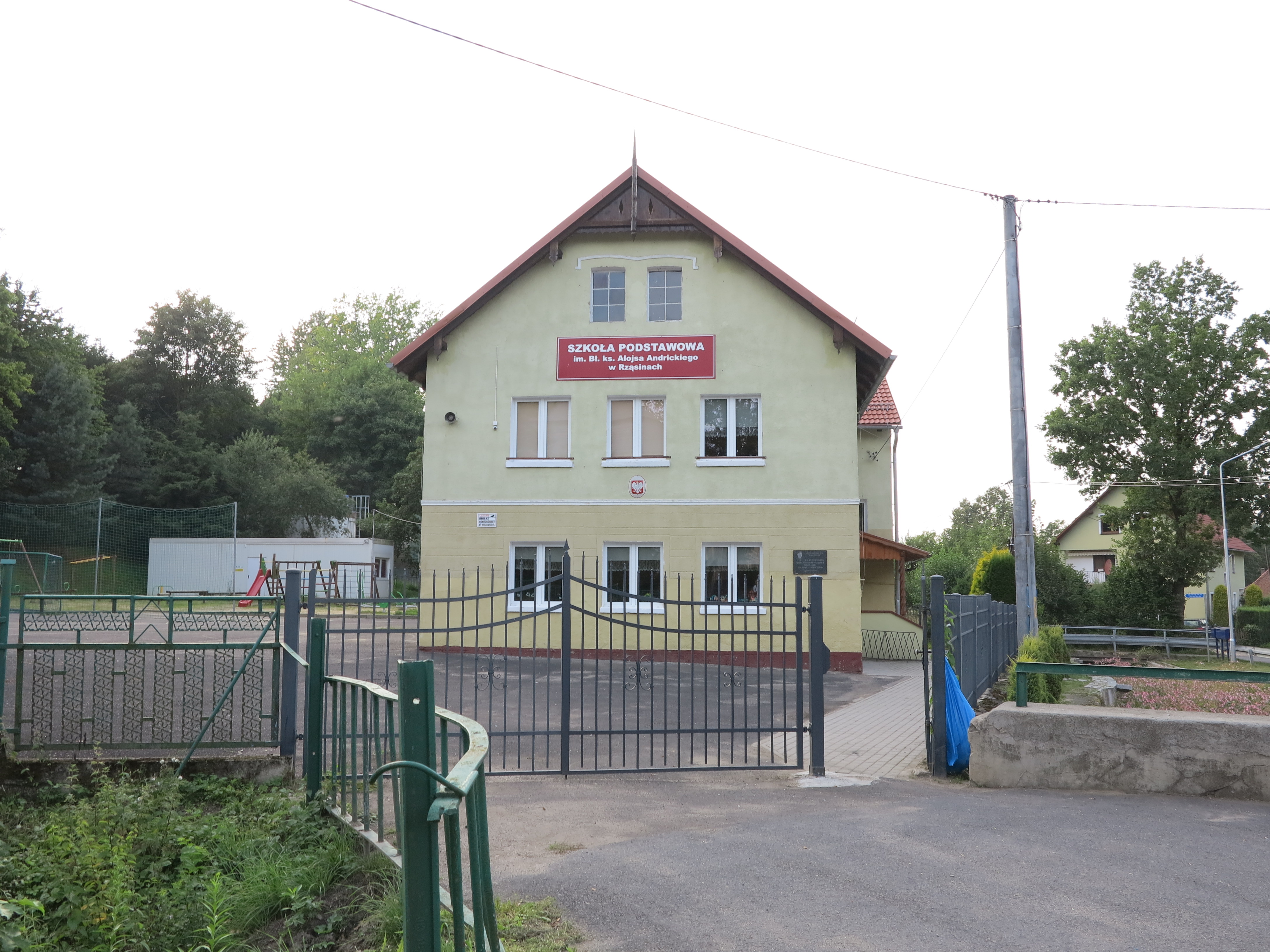
Grundschule Alois Andritzki in Rząsiny

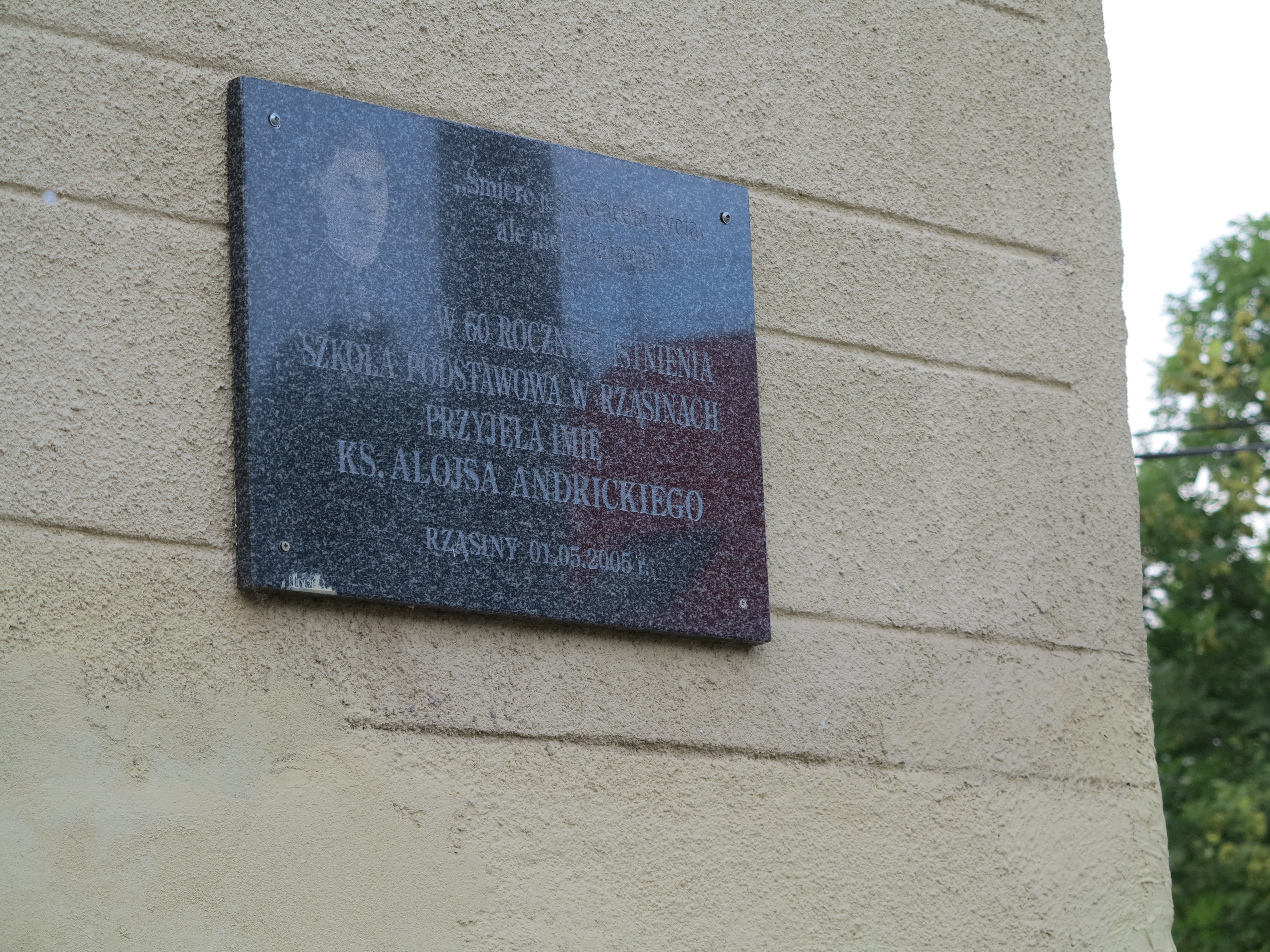
Am 60. Jahrestag des Bestehens der Grundschule in Rząsiny hat diese den Namen Alois Andritzki angenommen

## Sehenswürdigkeiten

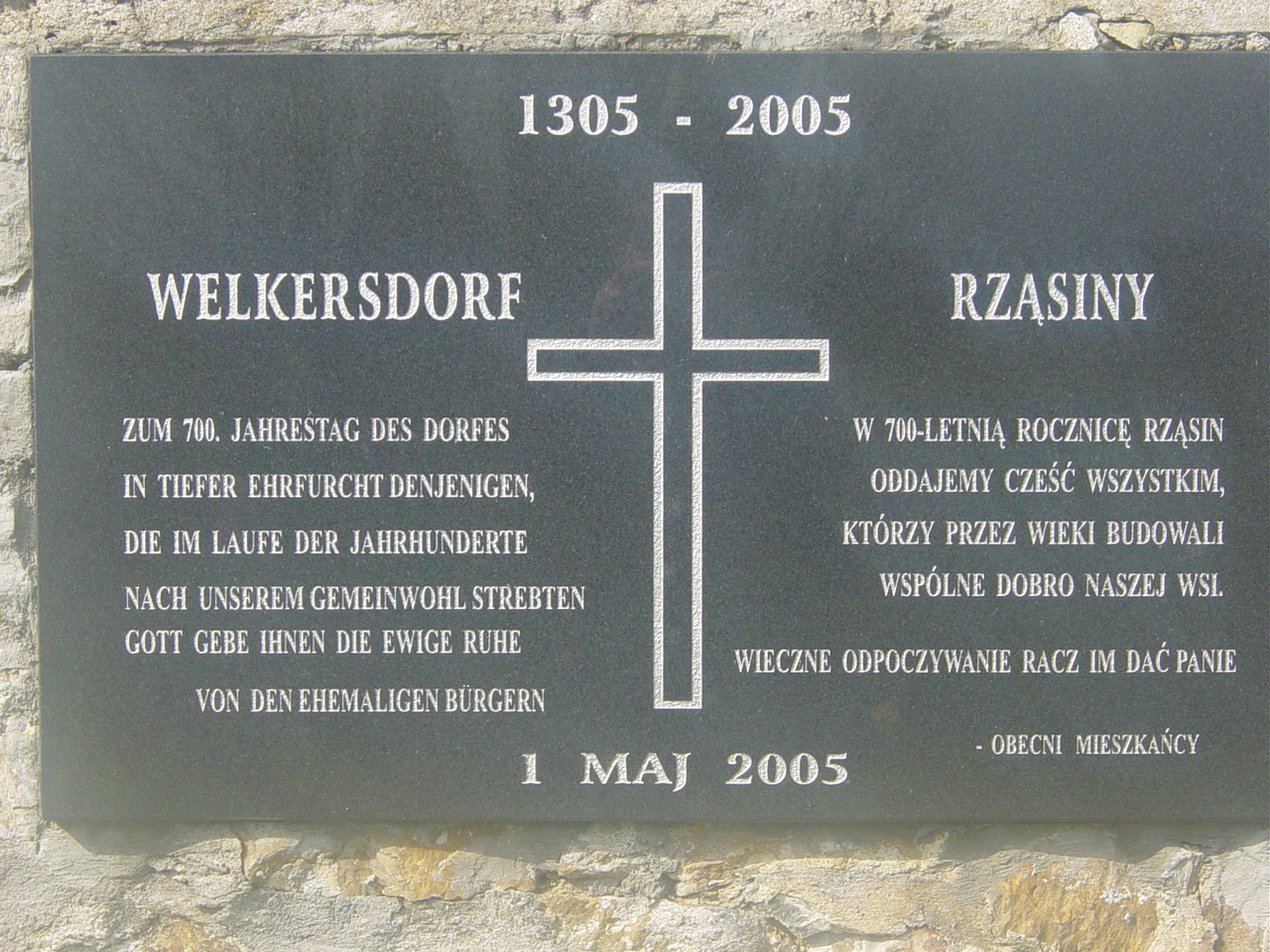
Erinnerungstafel am Friedhof

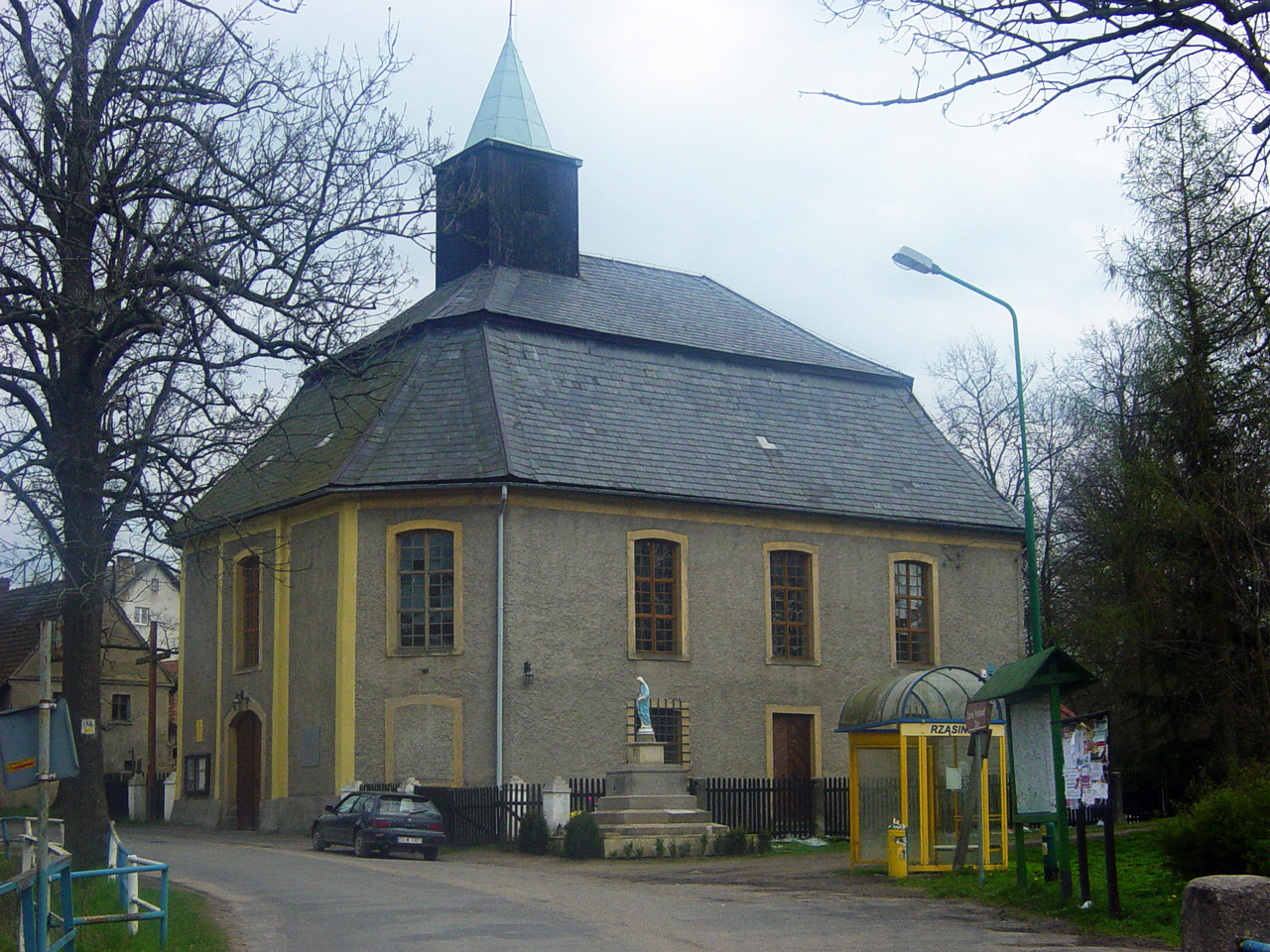
Marienkirche

- Die katholische Kirche ist der Muttergottes von Ostra Brama geweiht. Sie wurde 1751–1753 als evangelisches Bethaus im Barockstil errichtet und nach dem Übergang an Polen nach 1945 den Katholiken übergeben. Aus der vormals katholischen Kirche wurden hierher überführt: Triptychen der Muttergottes mit Aposteln (1410), die hll. Katharina und Barbara (15. Jahrhundert) und die hl. Anna selbdritt aus dem 15./16. Jahrhundert.
- Ruine der ehemaligen katholischen Kirche. Sie wurde im 16. Jahrhundert errichtet und 1832 umgebaut. Es war eine Saalkirche mit dreiseitig geschlossenem Chor.
- Das Schloss Welkersdorf (Pałac Rząsiny) wurde von 1494 bis 1499 für Christoph von Talkenberg errichtet und um 1550 im Stil der Renaissance für Rambolt von Talkenberg erweitert. Anfang des 20. Jahrhunderts erfolgten seitliche Anbauten. An der Hauptfassade befinden sich zwei Wappenkartuschen derer von Schweinitz und von Schmettau. Das Gebäude ist von einem Park umgeben, in dem sich die Ruine einer Friedhofskapelle befindet.
- Die Burgruine Talkenstein (Zamek Podskale) liegt 2,5 Kilometer nordöstlich von  Rząsiny auf einer Anhöhe. Sie wurde im 14. Jahrhundert errichtet und 1479 zerstört.